# Neotettix proteus
Neotettix proteus är en insektsart som beskrevs av Rehn, J.A.G. och Morgan Hebard 1916. Neotettix proteus ingår i släktet Neotettix och familjen torngräshoppor. Inga underarter finns listade i Catalogue of Life.